# 트리야트노
트리야트노(인도네시아어: Triyatno, 1987년 12월 20일~)는 인도네시아의 역도 선수이다.  2008년 하계 올림픽에서 남자 페더급 동메달, 2012년 하계 올림픽에서 남자 라이트급 은메달을 획득했으며 세계 선수권 대회에서 동메달 2개를 획득했다.